# Andreas Håtveit
Andreas Håtveit (ur. 9 lipca 1986 w Hallingdal) – norweski narciarz dowolny, specjalizujący się w slopestyle'u. W 2014 roku wystartował na igrzyskach olimpijskich w Soczi, gdzie zajął czwarte miejsce. Czwartą pozycję zajmował także w halfpipe'ie podczas mistrzostw świata w Ruka w 2005 roku oraz w slopestyle'u na rozgrywanych osiem lat później mistrzostwach świata w Voss. Swoje jedyne podium w zawodach Pucharu Świata wywalczył 21 grudnia 2013 roku w Copper Mountain, gdzie był najlepszy w slopestyle'u. W zawodach tych wyprzedził Nicholasa Goeppera z USA i Russella Henshawa z Australii. Najlepsze wyniki osiągnął w sezonie 2013/2014, kiedy to zajął 59. miejsce w klasyfikacji generalnej, a w klasyfikacji slopestyle'u był jedenasty. Poza tym jest multimedalistą Winter X-Games, zdobył między innymi złoty slopestyle'u w 2008 roku. W 2014 roku zakończył karierę.

## Osiągnięcia

### Igrzyska olimpijskie
| Miejsce | Dzień     | Rok  | Miejscowość | Konkurencja | Zwycięzca        |
| ------- | --------- | ---- | ----------- | ----------- | ---------------- |
| 4.      | 13 lutego | 2014 | Soczi       | Slopestyle  | Joss Christensen |

### Mistrzostwa świata
| Miejsce | Dzień    | Rok  | Miejscowość | Konkurencja | Zwycięzca         |
| ------- | -------- | ---- | ----------- | ----------- | ----------------- |
| 4.      | 17 marca | 2005 | Ruka        | Halfpipe    | Mathias Wecxsteen |
| 4.      | 9 marca  | 2013 | Voss        | Slopestyle  | Thomas Wallisch   |

### Puchar Świata

#### Miejsca w klasyfikacji generalnej
- sezon 2012/2013: 240.
- sezon 2013/2014: 59.

#### Miejsca na podium w zawodach
1. Copper Mountain – 21 grudnia 2013 (slopestyle) – 1. miejsce